# George Heinrich Adolf Scheele
George Heinrich Adolf Scheele ( 1808 - 1864 ) fue un botánico y explorador alemán.
Una parte de sus importantes colecciones de especímenes botánicos se guardan en el Herbario de la "Academia de Ciencias de Califonia".
- La abreviatura «Scheele» se emplea para indicar a George Heinrich Adolf Scheele como autoridad en la descripción y clasificación científica de los vegetales.[2]